# Chersāneh
Chersāneh (persiska: چِرسانِه, چرسانه) är en ort i Iran.   Den ligger i provinsen Kurdistan, i den nordvästra delen av landet, 400 km väster om huvudstaden Teheran. Chersāneh ligger 1 607 meter över havet och antalet invånare är 263.
Terrängen runt Chersāneh är kuperad. Runt Chersāneh är det ganska tätbefolkat, med 65 invånare per kvadratkilometer. Närmaste större samhälle är Sarchī, 14,2 km nordost om Chersāneh. Trakten runt Chersāneh består i huvudsak av gräsmarker.